# Alnwick
Alnwick er en stor købstad i det nordlige Northumberland, England. Ved en folketælling i 2011 var der 8.116 indbyggere. Byen ligger på den sydlige bred af floden Aln omkring 51 km syd for Berwick-upon-Tweed og den skotske grænse, 8 km inde i landet fra Nordsøen ved Alnmouth og 55 km nord for Newcastle upon Tyne.
Byen kan dateres tilbage til omkring år 600, hvor den var et stort landbrugsmæssigt centrum. Alnwick Castle var hjem for den mest magtfulde familie i nord under middelalderen; jarlerne af Northumberland. Percy-familien opførte en bymur omkring Alnwick for at beskytte den i det udsatte grænseområde tæt ved Skotland.
Det var et vigtigt sted langs Great North Road mellem Edinburgh og London, og den er senere blevet centrum for området og soveby. Byens centrum er relativt lille, men det er vokset lidt i tidens løb.
Alnwick er også kendt for antikvariatet Barter Boooks.